# Бастулы

Бастулы

Бастулы (исп. bástulos) или бастетаны (исп. bastetanos) — один из народов древней Иберии доримского периода, жители древней Баститании (лат. Bastitania) со столицей в городе Басти, нынешний город Баса (Гранада, Испания). Бастулы предположительно были родственны иберам, говорили на иберском или тартессийском языке.
Занимали территорию на юго-востоке Пиренейского полуострова, на которой сегодня находятся провинции Гранада, Альмерия, Альбасете, восток провинции Малага и юго-восток провинции Хаэн в Андалусии, а также запад региона Мурсия. Их главными городами были Бариа, ныне Вильярикос (Альмерия), Байло (Кадис), Абдеры, Секси, Малака и Картейя.
Древняя Баса, столица Баститании, находится в пяти километрах от нынешнего города Баса в Гранаде. Она состоит из двух некрополей и города-крепости, где находятся иберийские и древнеримские строения. О бастулах сообщают в своих сочинениях древнеримские историки Страбон, Плиний и Птолемей. Последние оба проводят различие между бастулами, населявшими внутреннюю Баститанию и внешнюю, то есть побережье.
В шахтах Баститании, сосредоточенных главным образов вокруг Нового Карфагена (Картахены), добывались металлы. Здесь же производились растительное волокно эспарто, соус гарум и соления. Велась активная торговля.
У бастулов было развито прикладное искусство, полихромная керамика. На холме Сеперо была найдена знаменитая скульптура Иберийского искусства, Дама из Басы, ныне хранящаяся в Национальном археологическом музее в Мадриде.

## Галерея

Территория Баститании
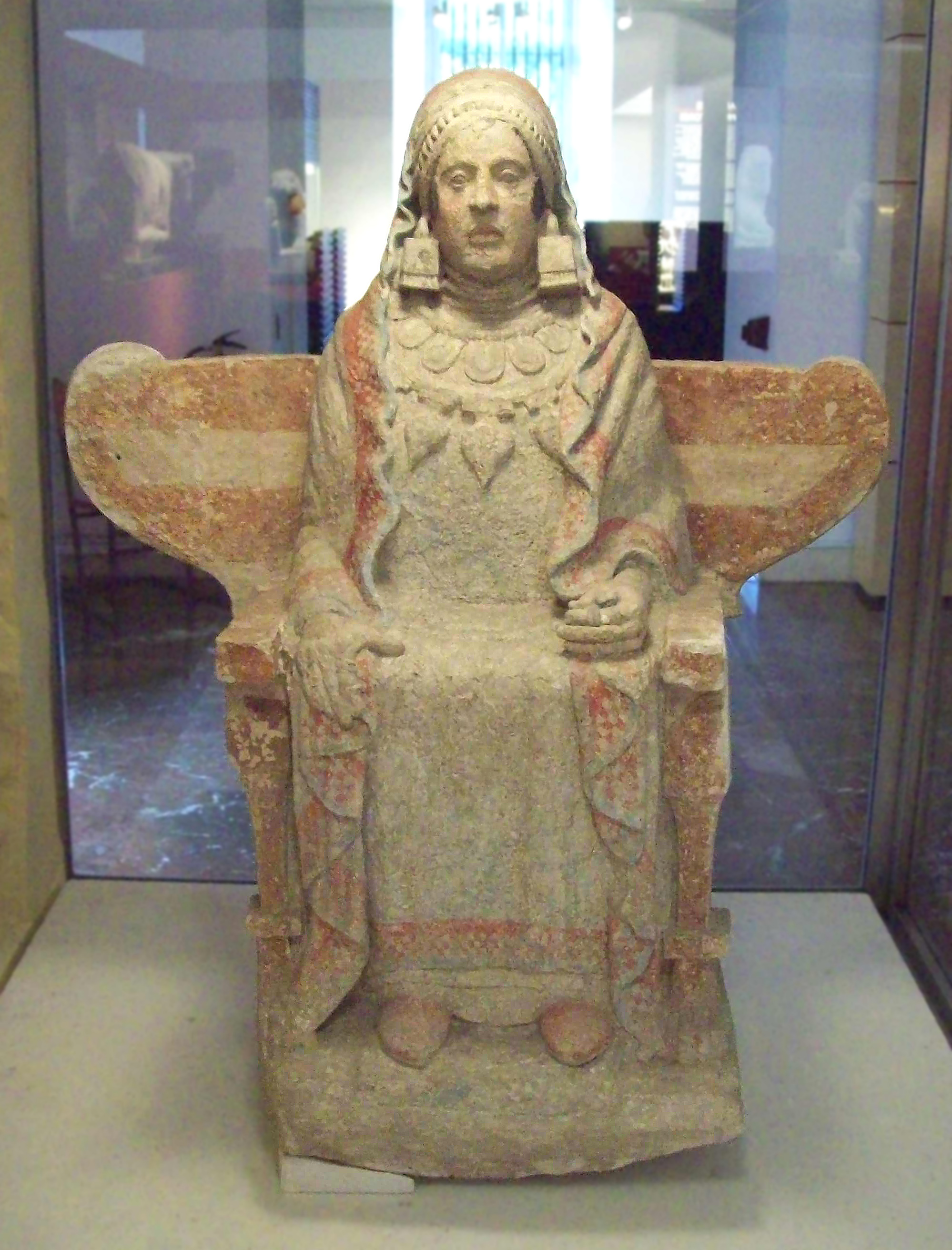
Дама из Басы
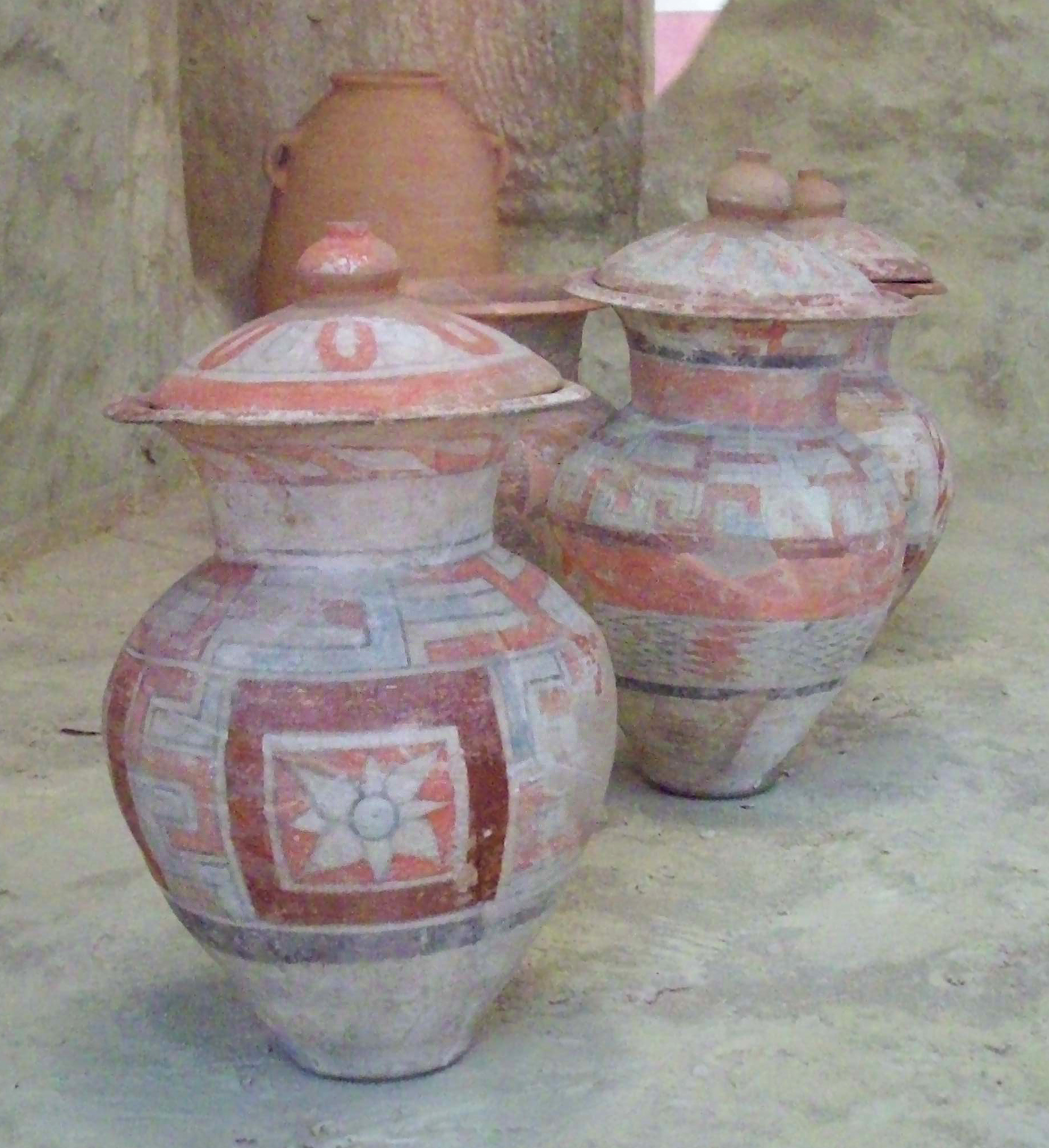
Сосуды (Некрополь, Баса)
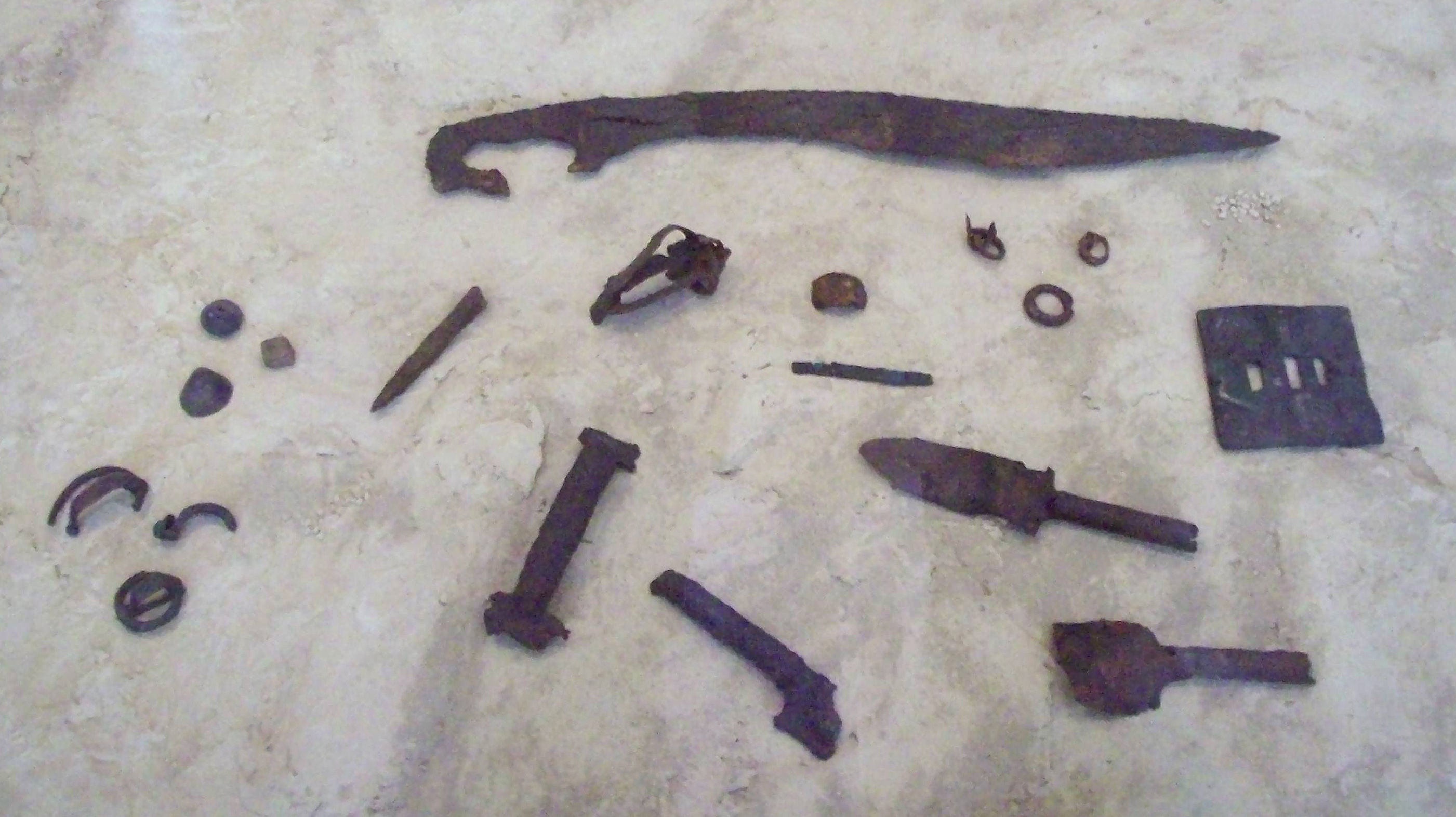
Металлические изделия (Некрополь, Баса)
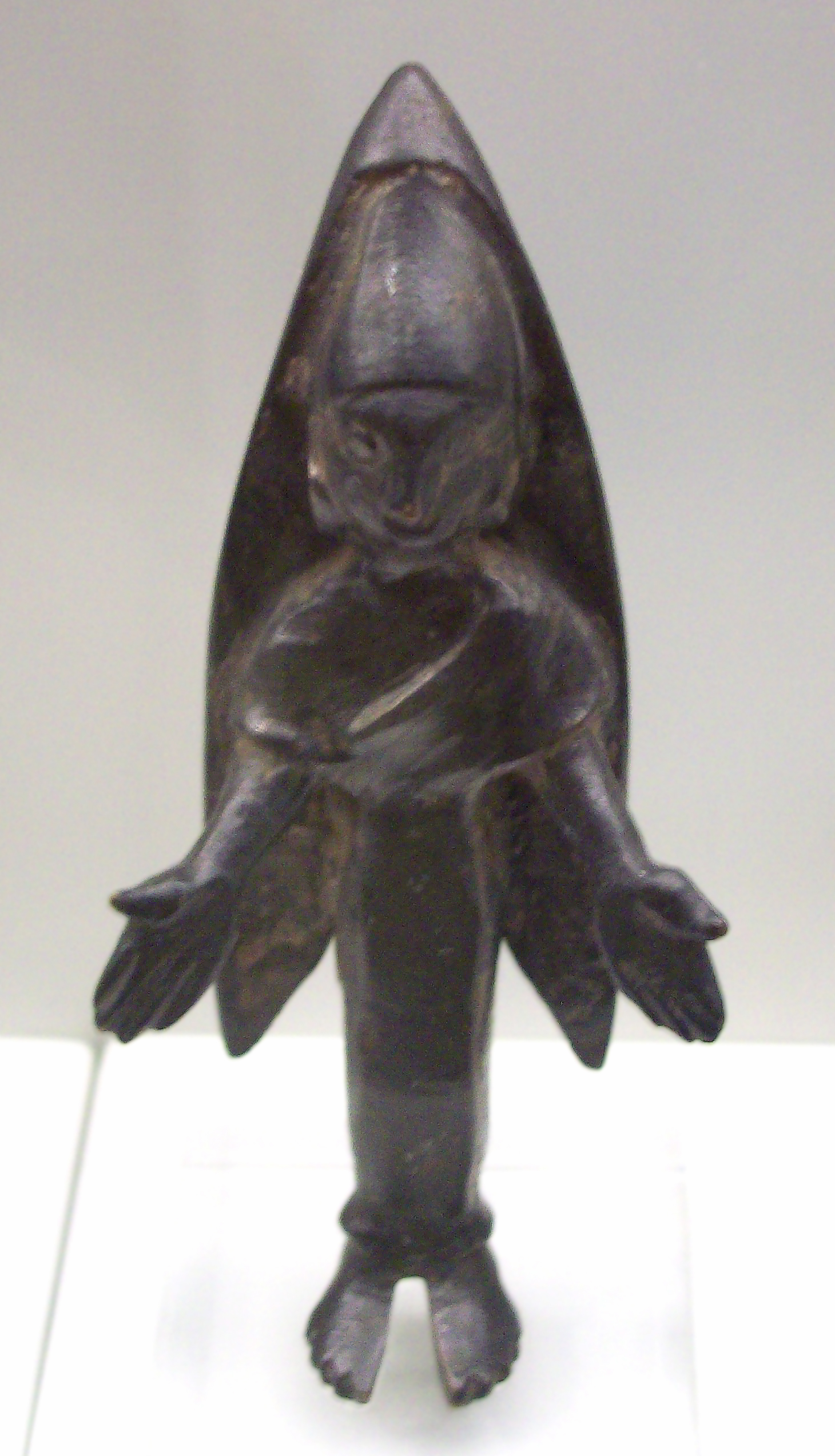
Женская фигурка из бронзы